# 金子時男
金子 時男（かねこ ときお、1952年5月1日 - ）は、静岡県出身のプロゴルファー。
旧名は「登喜雄」、「登紀雄」（読みは同じ）。

## 来歴
14歳からゴルフを始め、御殿場西高校卒業後の1977年に24歳でプロデビュー 。
1984年の茨城オープンでは初日を64で石井富男に2打差付けてスタートし、最終日も66で中川泰一に5打差を付けると同時に岩下吉久・松井功・中瀬芳治・須藤聡明・石井・金谷多一郎も抑えて優勝 。
1990年の栃木オープンでは初日を稲垣太成・高橋完・川俣茂・小泉清一と並んでの4位タイでスタートし、1997年のサントリーオープンを最後にレギュラーツアーから引退。
2005年のアデランスウェルネスオープンでは2日目に5番のティショットをドライバー、セカンド残り約240ヤードを5w、グリーン右7mに乗ってイーグルを奪う。2ホールでボギーを叩いたものの、完璧なゴルフで67をマークし、中村彰男と並んでの3位タイに浮上。
2007年12月に行われたシニアツアー予選会最終予選では、初日からパットが冴え66ストロークで首位に立つと、最終日も後半5つのバーディを奪う好調なゴルフで、3日間首位を守り切り2008年のシード権を獲得。
2007年からは東京都品川区西五反田のゴルフ練習場・フタバゴルフガーデンでレッスン・スクールを担当し、「レベルに合わせて実践的な上達ができる」と多くのゴルファーに師事され、予約の大半はリピーターで埋まっている。ジュニアの育成経験など、豊富な指導実績から生まれた独自のコーチングで、多くのゴルファーから厚い信頼を得ている。

## 主な優勝
- 1984年 - 茨城オープン